# Tilișca
Tilișca – wieś w Rumunii, w okręgu Sybin, w gminie Tilișca. W 2011 roku liczyła 1135 mieszkańców.